# 陸家浜路駅
座標: 北緯31度12分50秒 東経121度28分52秒 / 北緯31.21389度 東経121.48111度
陸家浜路駅（りっかほうろえき）は中華人民共和国上海市黄浦区に位置する8号線と9号線の駅である。

## 利用可能な鉄道路線
上海地下鉄
■8号線
■9号線

## 駅構造
8号線、9号線ともに島式ホーム1面2線の地下駅。

## 歴史
- 2007年12月29日 - 8号線の駅として開業。
- 2009年12月31日 - 9号線の開業により、乗換駅となる。

## 隣の駅
上海地下鉄
■8号線
老西門駅 - 陸家浜路駅 - 西蔵南路駅
■9号線
馬当路駅 - 陸家浜路駅 - 小南門駅